# 無礙妙謙
無礙妙謙（むげ みょうけん）は、南北朝時代の臨済宗の僧。

## 経歴・人物
高峰顕日の室に入り、その法を継ぐ。のち元へ渡り、中峰明本に師事。帰国後、鎌倉の寿福寺の住持、さらに円覚寺第36世となり、如意庵を営み退居する。のち上杉憲顕に招かれ伊豆国清寺の開山となる。